# Coupe d'Asie de football des moins de 17 ans
La Coupe d'Asie de football des moins de 17 ans ou AFC U-17 Asian Cup , anciennement Championnat d'Asie de football des moins de 16 ans ou AFC U-16 Championship est une compétition de football ayant lieu en Asie (AFC), tous les deux ans, pour les équipes asiatiques des moins de 17 ans, servant de qualification pour la Coupe du monde de football des moins de 17 ans.

## Résultats
| N°  | Édition | Pays hôte           | Vainqueur           | Finaliste           | Troisième place             | Quatrième                   |
| --- | ------- | ------------------- | ------------------- | ------------------- | --------------------------- | --------------------------- |
| 1e  | 1985    | Qatar               | Arabie saoudite (1) | Qatar               | Irak                        | Thaïlande                   |
| 2e  | 1986    | Qatar               | Corée du Sud (1)    | Qatar               | Arabie saoudite             | Corée du Nord               |
| 3e  | 1988    | Thaïlande           | Arabie saoudite (2) | Bahreïn             | Chine                       | Irak                        |
| 4e  | 1990    | Émirats arabes unis | Qatar (1)           | Émirats arabes unis | Chine                       | Indonésie                   |
| 5e  | 1992    | Arabie saoudite     | Chine (1)           | Qatar               | Arabie saoudite             | Corée du Nord               |
| 6e  | 1994    | Qatar               | Japon (1)           | Qatar               | Oman                        | Bahreïn                     |
| 7e  | 1996    | Thaïlande           | Oman (1)            | Thaïlande           | Bahreïn                     | Japon                       |
| 8e  | 1998    | Qatar               | Thaïlande (1)       | Qatar               | Bahreïn                     | Corée du Sud                |
| 9e  | 2000    | Viêt Nam            | Oman (2)            | Iran                | Japon                       | Viêt Nam                    |
| 10e | 2002    | Émirats arabes unis | Corée du Sud (2)    | Yémen               | Chine                       | Ouzbékistan                 |
| 11e | 2004    | Japon               | Chine (2)           | Corée du Nord       | Qatar                       | Iran                        |
| 12e | 2006    | Singapour           | Japon (2)           | Corée du Nord       | Tadjikistan                 | Syrie                       |
| 13e | 2008    | Ouzbékistan         | Iran (1)            | Corée du Sud        | Émirats arabes unis, Japon  | Émirats arabes unis, Japon  |
| 14e | 2010    | Ouzbékistan         | Corée du Nord (1)   | Ouzbékistan         | Australie, Japon            | Australie, Japon            |
| 15e | 2012    | Iran                | Ouzbékistan (1)     | Japon               | Irak, Iran                  | Irak, Iran                  |
| 16e | 2014    | Thaïlande           | Corée du Nord (2)   | Corée du Sud        | Australie, Syrie            | Australie, Syrie            |
| 17e | 2016    | Inde                | Irak (1)            | Iran                | Corée du Nord, Japon        | Corée du Nord, Japon        |
| 18e | 2018    | Malaisie            | Japon (3)           | Tadjikistan         | Australie, Corée du Sud     | Australie, Corée du Sud     |
| 19e | 2023    | Thaïlande           | Japon (4)           | Corée du Sud        | Iran, Ouzbékistan           | Iran, Ouzbékistan           |
| 20e | 2025    | Arabie saoudite     | Ouzbékistan (2)     | Arabie saoudite     | Corée du Nord, Corée du Sud | Corée du Nord, Corée du Sud |

## Palmarès
| Équipe              | Vainqueur                  | Finaliste                        | Troisième place      | Quatrième place | Demi-finalistes      |
| ------------------- | -------------------------- | -------------------------------- | -------------------- | --------------- | -------------------- |
| Japon               | 4 (1994, 2006, 2018, 2023) | 1 (2012)                         | 1 (2000)             | 1 (1996)        | 3 (2008, 2010, 2016) |
| Corée du Sud        | 2 (1986, 2002)             | 3 (2008, 2014, 2023)             | -                    | 1 (1998)        | 2 (2018, 2025)       |
| Corée du Nord       | 2 (2010, 2014)             | 2 (2004, 2006)                   | -                    | 2 (1986, 1992)  | 2 (2016, 2025)       |
| Chine               | 2 (1992, 2004)             | -                                | 3 (1988, 1990, 2002) | -               | -                    |
| Arabie saoudite     | 2 (1985, 1988)             | -                                | 2 (1986, 1992)       | -               | -                    |
| Oman                | 2 (1996, 2000)             | -                                | 1 (1994)             | -               | -                    |
| Ouzbékistan         | 2 (2012, 2025)             | 1 (2010)                         | -                    | 1 (2002)        | 1 (2023)             |
| Qatar               | 1 (1990)                   | 5 (1985, 1986, 1992, 1994, 1998) | 1 (2004)             | -               | -                    |
| Iran                | 1 (2008)                   | 2 (2000, 2016)                   | -                    | 1 (2004)        | 2 (2012, 2023)       |
| Thaïlande           | 1 (1998)                   | 1 (1996)                         | -                    | 1 (1985)        | -                    |
| Irak                | 1 (2016)                   | -                                | 1 (1985)             | 1 (1988)        | 1 (2012)             |
| Bahreïn             | -                          | 1 (1988)                         | 2 (1996, 1998)       | 1 (1994)        | -                    |
| Tadjikistan         | -                          | 1 (2018)                         | 1 (2006)             | -               | -                    |
| Émirats arabes unis | -                          | 1 (1990)                         | -                    | -               | 1 (2008)             |
| Yémen               | -                          | 1 (2002)                         | -                    | -               | -                    |
| Indonésie           | -                          | -                                | -                    | 1 (1990)        | -                    |
| Viêt Nam            | -                          | -                                | -                    | 1 (2000)        | -                    |
| Syrie               | -                          | -                                | -                    | 1 (2006)        | 1 (2014)             |
| Australie           | -                          | -                                | -                    | -               | 3 (2010, 2014, 2018) |